# 大奥絵巻
『大奥絵巻』（おおおくえまき）は、1968年の日本映画。東映製作。主演は佐久間良子。

## 概要
絢爛にして豪華、目も綾な栄華に彩られ、世の羨望を一身に集める大奥も、その中では権力を競って絶え間ない抗争が繰り広げられる女ばかりの生地獄。東映お家芸大奥シリーズ第3弾は、美しい三姉妹が大奥に召され、姉は権力者大年寄に、次女は将軍の寵愛を一身に集める中臈、三女も姉の失脚を狙い、女一代の栄華を極めんと権力をめぐる醜い争いと哀しい宿命を女優オールスターで描く豪華絢爛超大作である。
出演は大奥三姉妹に、佐久間良子、淡島千景、大原麗子。大奥の権力者大年寄に三益愛子、若年寄に木暮実千代が扮するほか、宮園純子、桜町弘子、荒木道子、野添ひとみなどの女優陣を配し、11代将軍家斉に田村高廣が扮する。脚本は成沢昌茂、監督は任侠映画の名手・山下耕作。
本作中では「若年寄」という役職が登場するが、実際の大奥ではこの役職は存在しない。

## あらすじ
寛政2年春。11代将軍家斉は、三十路を迎えてお褥を辞退した御台所萩乃に代わり、若年寄浅岡局の部屋子、お阿紀を望んだ。お阿紀は浅岡の義理の妹で、この幸運に浅岡は野心を膨らませる。家斉は町家育ちのお阿紀に優しくし、野の花をいじらしさを感じた。それからというもの、家斉は他の愛妾を一切遠ざけてしまった。この事態を重く見た御台所、大奥一の権力者大年寄・松島局、若年寄藤尾局らは激しく憤った。お阿紀派と御台所派の激しい対立が始まった。

## キャスト
- お阿紀（本名）→阿紀江の方（家斉側室時）（三姉妹二女、藤尾局付部屋子→家斉側室）：佐久間良子
- 徳川家斉（11代将軍）：田村高廣
- お町（三姉妹三女、御台所付部屋子、御台所派）：大原麗子
- 飛鳥井（中臈、御台所派）：宮園純子
- 萩乃（御台所）：桜町弘子
- 勝山（中臈、御台所派）：阿井美千子
- 掛川（浅岡局付中臈、阿紀江派）：しめぎしがこ
- 五月（浅岡局付中臈、阿紀江派）：岡田千代
- 家斉の側室：小島恵子
- 和泉屋十兵衛（三姉妹の父）：清水元
- 中村紅雀 （歌舞伎役者）大谷ひと江
- やえ（中臈、阿紀江派）：野添ひとみ
- 妙心（御坊主）：荒木道子
- 藤尾局（若年寄→大年寄、御台所派）：木暮実千代
- 松島局（大年寄→隠居→上臈御年寄、御台所派）：三益愛子（東宝）
- 志乃（本名）→浅岡局（若年寄、大年寄時）（三姉妹長女、若年寄→大年寄、阿紀江派）：淡島千景

## キャッチコピー
- この手で姉をッ…！　討たねば討たれる　殺さねば殺される
- 金襴の打掛の裏にひそむ大奥三姉妹愛憎の物語
- 江戸城大奥の門をくぐった時　女はすべて魔性の化身となる！